# Marie-Madeleine de Birkenfeld
Marie-Madeleine de Birkenfeld (en allemand Marie Magdalene von Pfalz-Zweibrücken-Birkenfeld) est né à Birkenfeld (Saint-Empire) le 29 juin 1622 et meurt au palais de Auleben le 28 octobre 1689. Elle était une noble allemande, fille du duc de Deux-Ponts Georges Guillaume de Birkenfeld (1591-1669) et de Dorothée de Solms-Sonnenwalde (1586-1625). 

## Mariage et descendance
Le 29 octobre 1644 elle s'est mariée à Heringen avec Antoine-Gonthier Ier de Schwarzbourg-Sondershausen (1620-1666), fils du comte Christian-Gonthier de Schwarzbourg-Sondershausen (1578-1642) et d'Anne-Sibylle de Schwarzbourg-Rudolstadt (bg) (1584-1623). Le mariage a eu les enfants suivants :
- Anne-Dorothée (1645-1716), mariée avec Henri IV de Reuss-Greiz (1650-1686).
- Christian-Guillaume de Schwarzbourg-Sondershausen (1647-1721), marié en premier avec Antonie-Sibylle de Barby-Muhlingen (1641-1684) et après avec Wilhelmine-Christine de Saxe-Weimar (1658-1712).
- Claire-Julienne (1648-1739).
- Éléonore-Sophie (1650-1718).
- Antoine-Gonthier II de Schwarzbourg-Sondershausen-Arnstadt (1653-1716), marié avec Augusta-Dorothée de Brunswick-Wolfenbüttel (1666-1751).
- Marie-Madeleine (1655-1727).
- Georges-Frédéric, né et mort en 1657.
- Georges-Ernest (1658-1659).
- Louis-Gonthier III, né et mort en 1660.
- Jeanne-Élisabeth (1662-1720).